# Panteleïmonivka
Panteleïmonivka (en ukrainien : Пантелеймонівка, en russe : Пантелеймоновка, Panteleïmonovka) est une commune urbaine de l'est de l'Ukraine, dans l'oblast de Donetsk, dépendante du raïon de Horlivka, et de la communauté urbaine de la ville de Horlivka. Elle était peuplée de 7786 habitants en 2020.

## Géographie
La commune se situe sur le Plateau du Donets, à 180 mètres d'altitude. Elle est jouxtée au nord-est par le Canal Siversky Donets-Donbass, qui relie la rivière Donets au fleuve Kalmious. Ce canal alimente en eau potable une part du Donbass ainsi que les nombreuses industries de la région. Elle se trouve à 11,5 km au sud de la ville de Horlivka, et à 26,5 km au nord-est de la ville de Donetsk.